# TI-30X Plus MultiView
Der TI-30X Plus MultiView ist ein solar- und batteriebetriebener Taschenrechner von Texas Instruments. Seine Tastatur ist durch die Vermeidung von Drittbelegungen übersichtlich. Weniger oft gebrauchte Funktionen sind in scrollbaren Menüs abgelegt.
Er wurde 2015 von der deutschen Gesellschaft für Pädagogik, Information und Medien ausgezeichnet als pädagogisch, inhaltlich und gestalterisch besonders wertvolles IKT-basiertes Bildungsmedium in der Kategorie Lehr- und Lernmanagementsysteme mit dem Comenius-EduMedia-Siegel ausgezeichnet.
Der TI-30X Plus MultiView entspricht den Vorgaben der deutschen Bundesländer Baden-Württemberg und Bayern und auch der Definition eines einfachen wissenschaftlichen Taschenrechners (WTR) des Berliner IQB. Damit bildet der TI-30X Plus dort eine eigene Klasse innerhalb der Gruppe der wissenschaftlichen Schulrechner von Texas Instruments.
Der TI-30X Plus MultiView ist in Bayern und Baden-Württemberg nach Vorgaben der Kultusministerien für alle Schulformen einzig zugelassener WTR von Texas Instruments. Einem Schreiben des Ministeriums in Baden-Württemberg vom 18. Juli 2017 zufolge gibt es eine versteckte Möglichkeit, die zusätzliche Funktionalität des TI-30X Pro MultiView freizuschalten. An einer Lösung seitens Texas Instruments werde gearbeitet.
Ähnliche Modelle
- TI-30XS MultiView: solar- und batteriebetrieben, mehrzeilige sogenannte Multiview-Anzeige, reduzierter Funktionsumfang, Vertrieb eingestellt.
- TI-30XB MultiView: batteriebetrieben, mehrzeilige sogenannte Multiview-Anzeige, reduzierter Funktionsumfang, Vertrieb eingestellt.
- TI-30X Pro MultiView: solar- und batteriebetrieben, mehrzeilige sogenannte Multiview-Anzeige, erweiterter Funktionsumfang. (Deutschland: Entspricht NICHT den Bestimmungen des IQB).
- TI-34 MultiView: solar- und batteriebetrieben, mehrzeilige sogenannte Multiview-Anzeige, Funktionsumfang ähnlich TI-30XS MultiView, zusätzlich Operationenspeicher.